# Шораль Роан Баскет
«Шораль Роан Баскет» (фр. Chorale Roanne Basket) — французский баскетбольный клуб из города Роан. Выступает в чемпионате Франции.
Домашней ареной клуба является Halle André Vacheresse, вмещающая до 5000 зрителей.

## Спортивные достижения

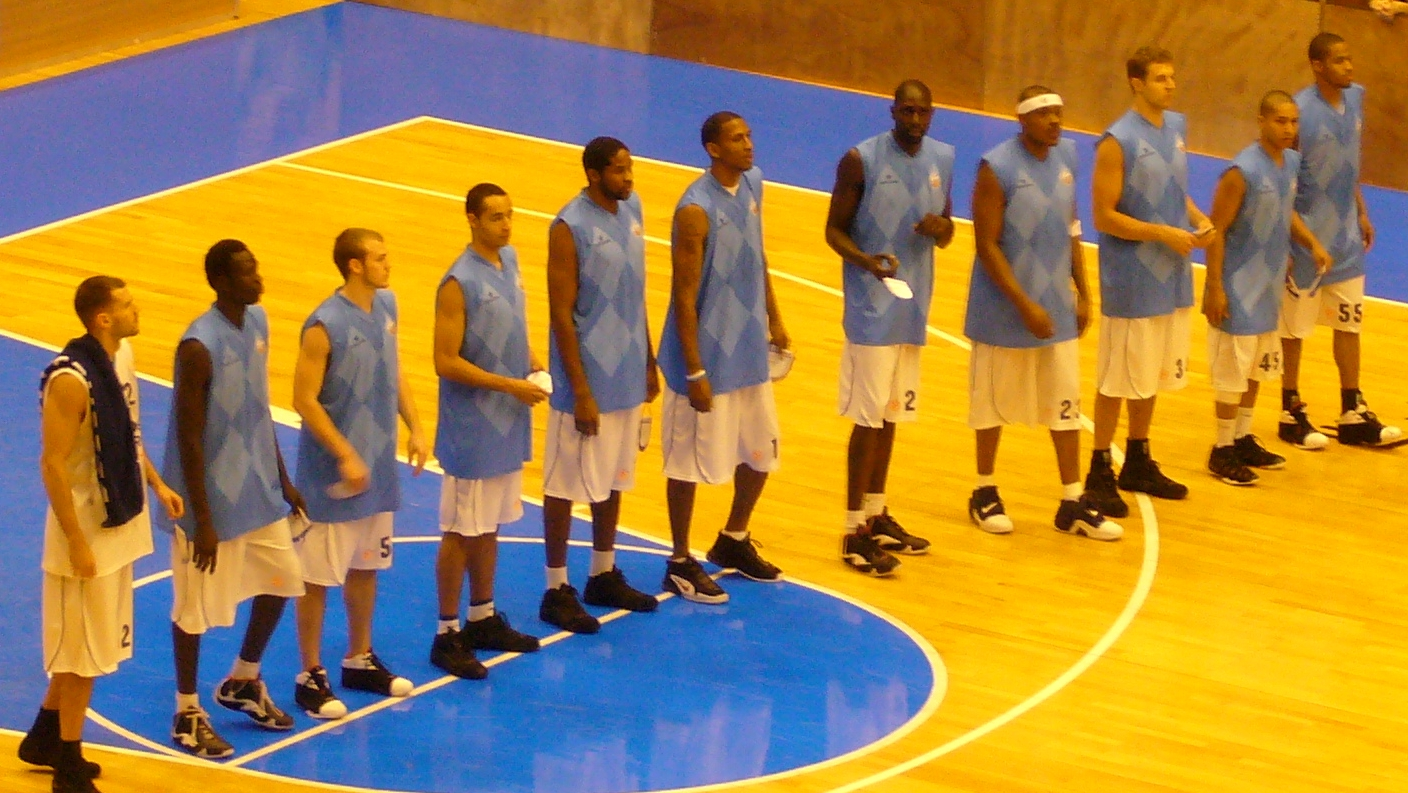
Команда перед матчем с «Фенербахче-Улкер» в сезоне 2007—08

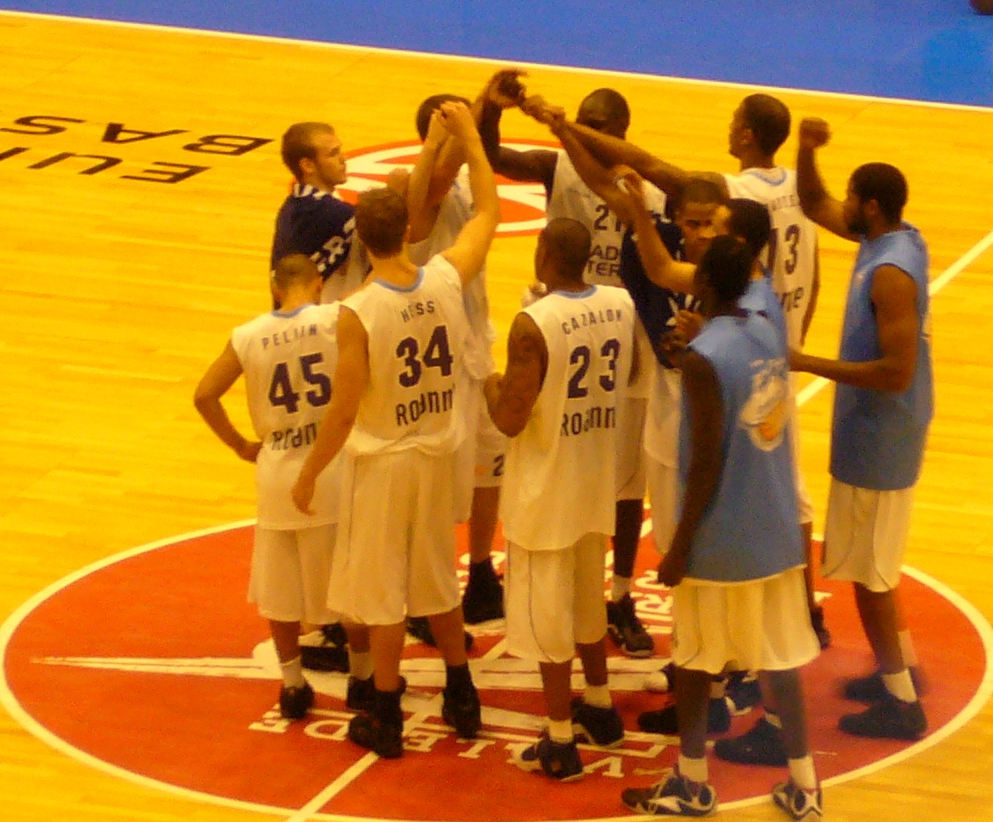
Команда совещается перед матчем с «Фенербахче-Улкер» в сезоне 2007—08

Чемпион Франции — 1959, 2007.